# Сольний потік (притока Секчова)
Сольний потік (словац. Soľný potok) — річка; ліва притока Секчова, протікає в окрузі Пряшів.
Довжина приблизно 9,5 км. Витік лежить у масиві Шімонка — на висоті приблизно 860 метрів. Впадає Барацький потік.
Протікає територією села Руська Нова Вес і міста Пряшів.. Впадає в Секчов на висоті приблизно 230—235 метрів.